# Jüdischer Friedhof (Niedermendig)

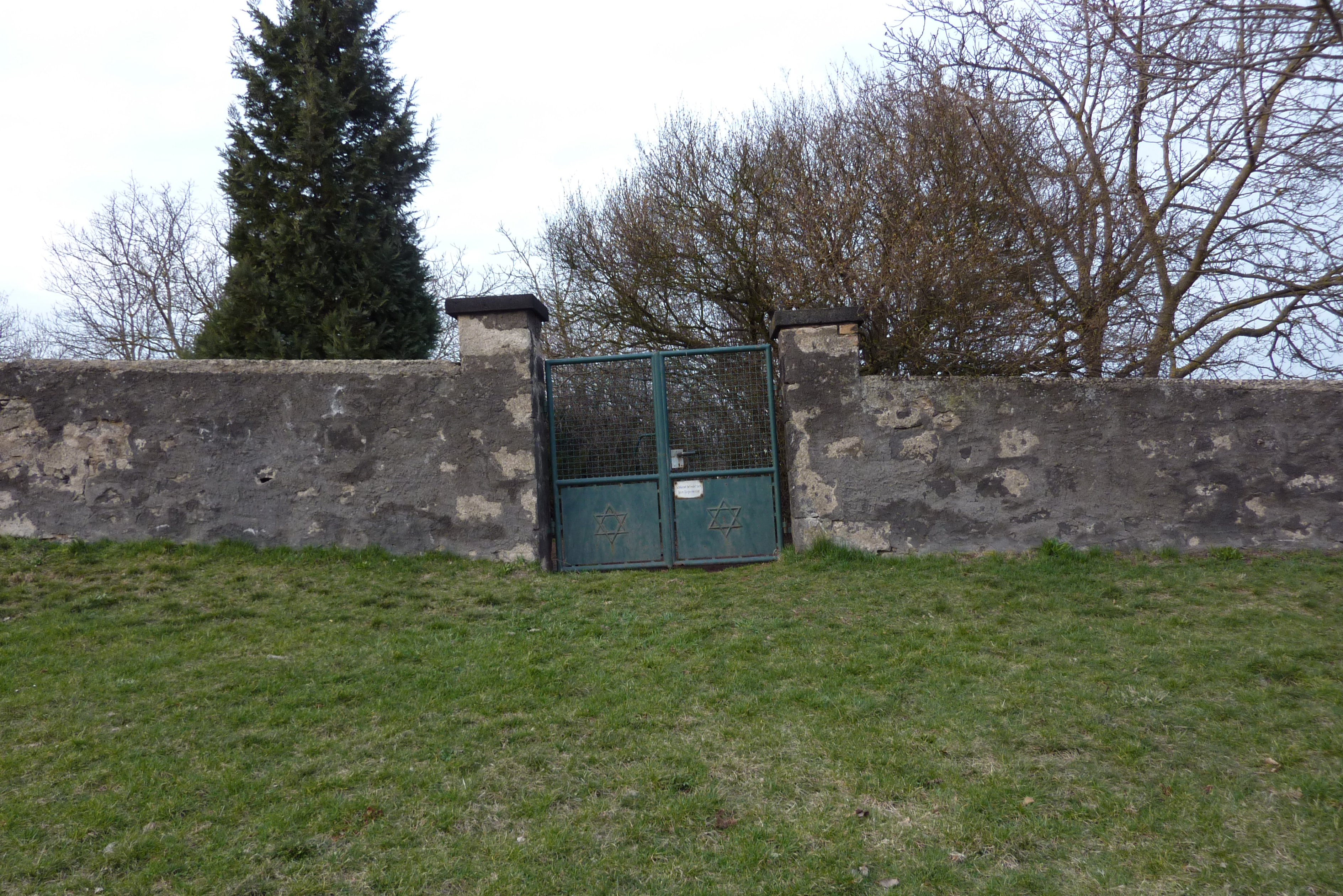
Eingang zum jüdischen Friedhof in Niedermendig

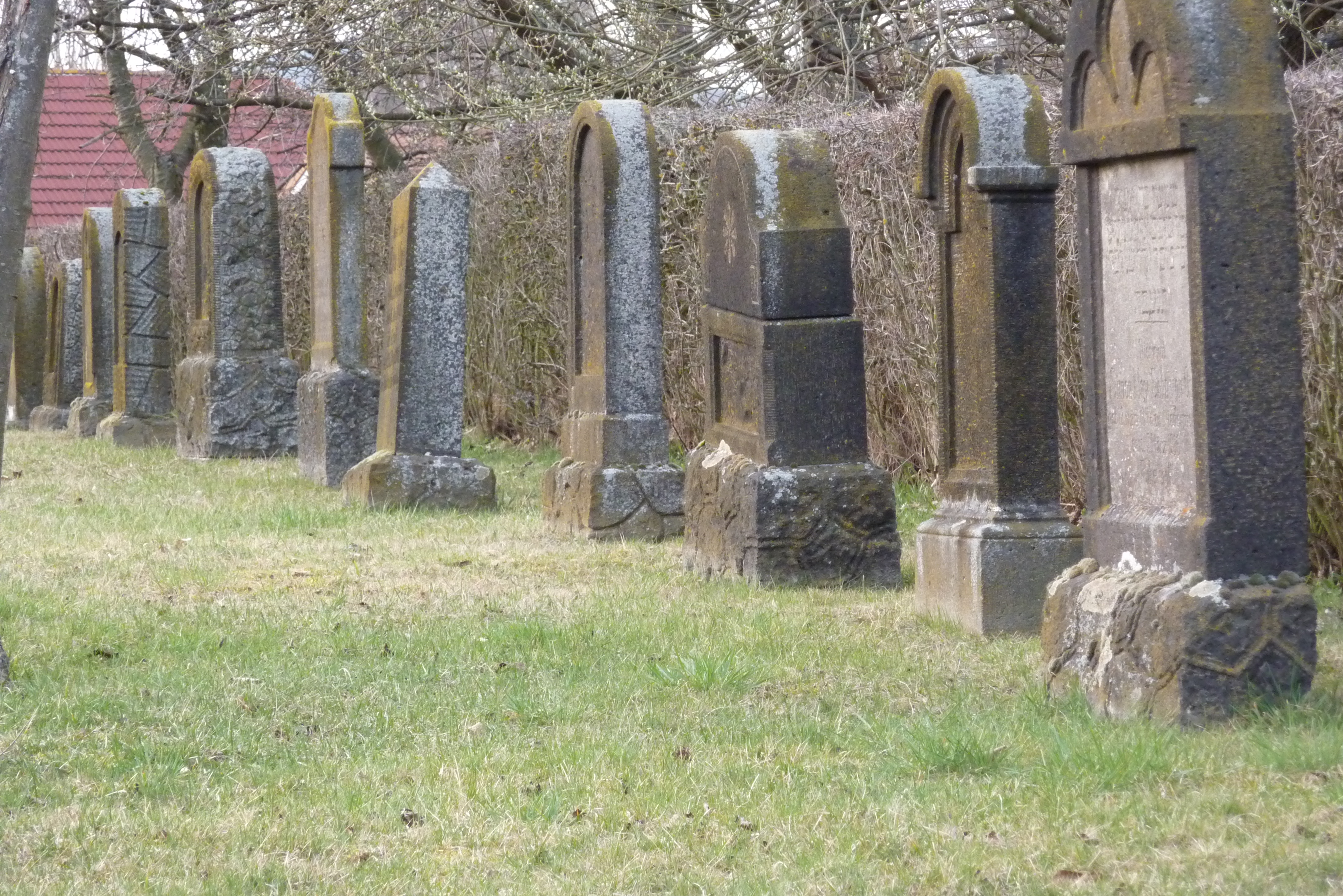
Jüdischer Friedhof in Niedermendig

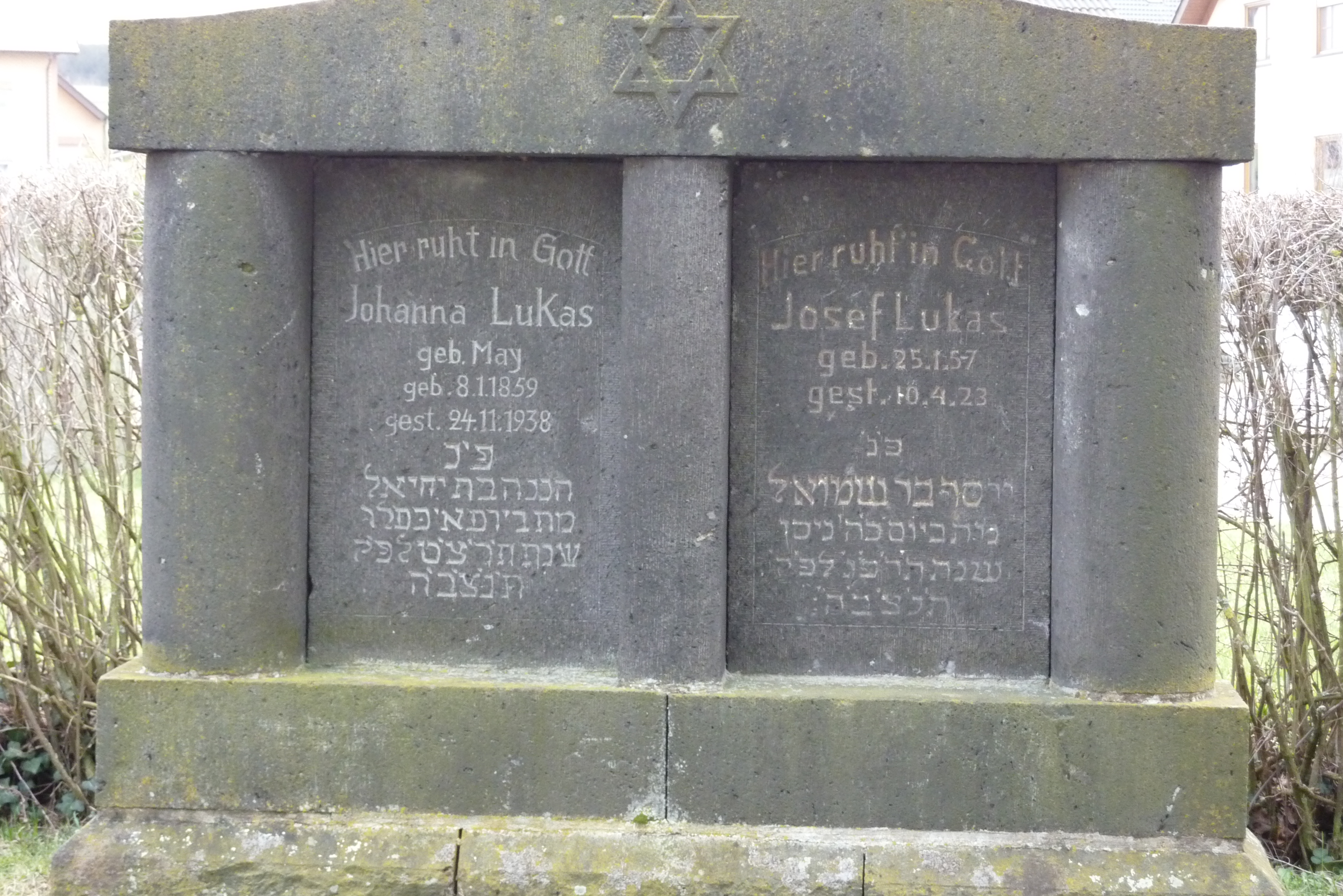
Jüdischer Friedhof in Niedermendig

Der Jüdische Friedhof Niedermendig in Niedermendig, einem Ortsteil der Stadt Mendig im Landkreis Mayen-Koblenz in Rheinland-Pfalz, ist ein geschütztes Kulturdenkmal. Er befindet sich heute inmitten eines Neubaugebietes in der Anne-Frank-Straße.

## Geschichte
Die jüdische Gemeinde Niedermendig legte den jüdischen Friedhof Ende des 19. Jahrhunderts an. Der Friedhof hat eine Fläche von 7,15 Ar und wurde in der Zeit des Nationalsozialismus weitgehend zerstört. Bei den meisten Grabsteinen fehlen die Inschriftentafeln. Die letzte Bestattung war 1938 und heute sind noch 37 Grabsteine vorhanden. 